# Mercedes Margalot

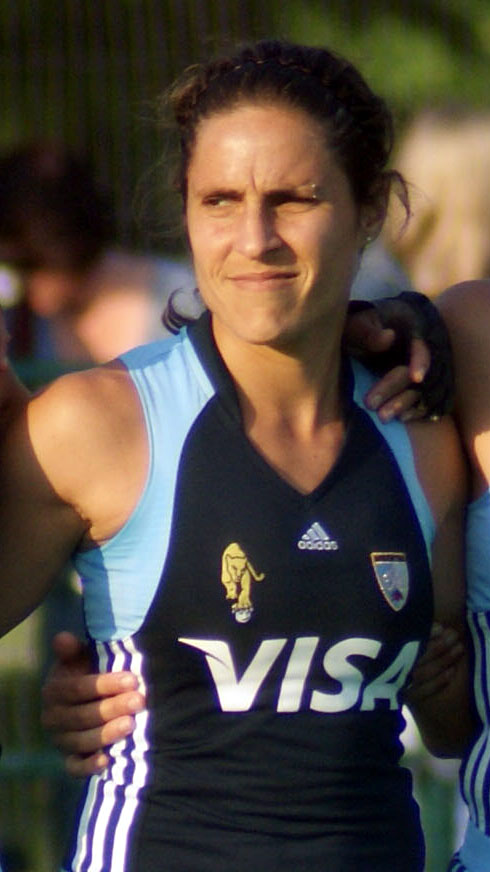
Mercedes Margalot (2008)

María Mercedes „Mechi“ Margalot (* 28. Juni 1975 in Buenos Aires) ist eine ehemalige argentinische Hockeyspielerin. Sie gewann mit der argentinischen Nationalmannschaft bei Olympischen Spielen eine Silbermedaille und zwei Bronzemedaillen und war Weltmeisterin 2002 sowie Weltmeisterschaftsdritte 2006.

## Sportliche Karriere
Das erste große Turnier der 1,59 m großen Verteidigerin war die Weltmeisterschaft 1998 in Utrecht. In der Vorrunde belegte die argentinische Mannschaft den zweiten Platz hinter den Niederländerinnen. Nach einer 2:4-Niederlage im Halbfinale gegen die Australierinnen verloren sie das Spiel um die Bronzemedaille gegen die deutsche Mannschaft mit 2:3. 1999 siegten die Argentinierinnen bei den Panamerikanischen Spielen in Winnipeg. Bei den Olympischen Spielen 2000 in Sydney belegten die Argentinierinnen den zweiten Platz in der Vorrunde hinter den Australierinnen, wobei die Argentinierinnen den direkten Vergleich mit 1:3 verloren. Mit drei Siegen in der Zwischenrunde konnten die Argentinierinnen den zweiten Platz erhalten und traten im Finale erneut gegen die australische Mannschaft an. Auch das Finale verloren sie mit 1:3.
Ende 2002 fand die Weltmeisterschaft in Perth statt. Die Argentinierinnen gewannen ihre Vorrundengruppe und bezwangen im Halbfinale die Australierinnen mit 1:0. Im Finale siegten sie im Siebenmeterschießen gegen die Niederländerinnen. Margalot hatte in der ersten Runde des Siebenmeterschießens verschossen, in der zweiten Runde traf sie. Bei den Panamerikanischen Spielen 2003 in Santo Domingo gewann die argentinische Mannschaft den Titel. Im Jahr darauf bei den Olympischen Spielen 2004 in Athen belegten die Argentinierinnen in der Vorrunde den zweiten Platz. Im Halbfinale unterlagen sie den Niederländerinnen im Siebenmeterschießen, gewannen aber das Spiel um die Bronzemedaille mit 1:0 gegen die Chinesinnen.
2006 bei der Weltmeisterschaft in Madrid belegten die Argentinierinnen in der Vorrunde den zweiten Platz hinter den Australierinnen. Im Halbfinale unterlagen sie den Niederländerinnen mit 1:3, im Spiel um Bronze besiegten sie die Spanierinnen mit 5:0. Im Jahr darauf gewannen die Argentinierinnen bei den Panamerikanischen Spielen in Rio de Janeiro, für Margalot war es der dritte Sieg in Folge. Bei den Olympischen Spielen 2008 in Peking belegten die Argentinierinnen in ihrer Vorrundengruppe den zweiten Platz hinter den Deutschen, wobei die Argentinierinnen den direkten Vergleich mit 4:0 gewonnen hatten. Im Halbfinale unterlagen sie den Niederländerinnen mit 2:5. Im Spiel um den dritten Platz trafen die Argentinierinnen wieder auf die Deutschen und siegten mit 3:1.